# ترالومترین
ترالومترین (به انگلیسی: Tralomethrin) یک ترکیب شیمیایی با فرمولC22H19Br4NO3 شناسه پاب‌کم ۴۸۱۳۲ است. شکل ظاهری این ترکیب، مایع بی‌رنگ است.